# French Open 2021/Herrendoppel-Rollstuhl
Das Herrendoppel (Rollstuhl) der French Open 2021 war ein Rollstuhltenniswettbewerb in Paris und fand vom 4. bis zum 7. Juni statt.
Vorjahressieger waren Alfie Hewett und Gordon Reid, die das Turnier erneut gewannen.

## Setzliste
| Nr. | Paarung                        | Erreichte Runde |
| --- | ------------------------------ | --------------- |
| 01. | Alfie Hewett Gordon Reid       | Sieg            |
| 02. | Stéphane Houdet Nicolas Peifer | Finale          |

## Hauptrunde
Zeichenerklärung
- Q = Qualifikant
- WC = Wildcard
- LL = Lucky Loser
- ITF = qualifiziert über ITF-Ranking
- ALT = alternate (Ersatz)
- PR = Protected Ranking
- SE = Special Exempt
- r = retired (Aufgabe)
- d = Disqualifikation
- w.o. = walkover
- [ ] = Match-Tie-Break

|  | Halbfinale | Halbfinale                       | Halbfinale | Halbfinale | Halbfinale |  |  | Finale | Finale                         | Finale | Finale | Finale |
|  |            |                                  |            |            |            |  |  |        |                                |        |        |        |
|  |            |                                  |            |            |            |  |  |        |                                |        |        |        |
|  | 1          | Alfie Hewett Gordon Reid         | 2          | 6          | [10]       |  |  |        |                                |        |        |        |
|  |            | Gustavo Fernández Shingo Kunieda | 6          | 2          | [8]        |  |  |        |                                |        |        |        |
|  |            |                                  |            |            |            |  |  | 1      | Alfie Hewett Gordon Reid       | 6      | 6      |        |
|  |            |                                  |            |            |            |  |  | 2      | Stéphane Houdet Nicolas Peifer | 3      | 0      |        |
|  |            | Frédéric Cattaneo Joachim Gérard | 1          | 4          |            |  |  |        |                                |        |        |        |
|  | 2          | Stéphane Houdet Nicolas Peifer   | 6          | 6          |            |  |  |        |                                |        |        |        |
|  |            |                                  |            |            |            |  |  |        |                                |        |        |        |